# Therese Jansen Bartolozzi
Pour les articles homonymes, voir Bartolozzi.
Therese Jansen Bartolozzi (ca. 1770 - 1843) est une éminente pianiste allemande dont la carrière se déroule à Londres de la fin du XVIIIe siècle au début du XIXe. Elle est la dédicataire de plusieurs pièces de la part de certain compositeurs célèbres.

## Biographie
Therese Jansen serait née à Aix-la-Chapelle en Allemagne vers 1770. Son père est un maître de danse installé à Londres avec sa famille. L'activité familiale d'enseignement de la danse pour clients aisés est tout à fait fructueuse et se poursuit pendant un certain temps par Thérèse et son jeune frère Louis Jansen (1774–1840). Selon un biographe anonyme de la fille de Jansen (voir ci-dessous), l'affaire génère un revenu de plus de 2 000 pounds par an.
Therese et Louis étudient tous deux la musique auprès du célèbre pianiste Muzio Clementi. Therese excelle particulièrement et, jeune femme, est devenue une exceptionnelle interprète. En 1791, elle jouit déjà probablement d'une solide réputation puisque Johann Peter Salomon lui offre, à elle et sa famille, des billets pour la première série des célèbres concerts que donne Joseph Haydn à Londres sous ses auspices.
Peu de temps après, des œuvres lui sont dédiées par les compositeurs  Clementi, Haydn et J. L. Dussek (voir ci-dessous). Elle est répertoriée par un encyclopédiste contemporain comme l'un des trois élèves les plus distingués de Clementi avec John Field et Johann Baptist Cramer.
Peu de preuves nous sont parvenues qui documentent sa carrière comme interprète. Salwey mentionne une interprétation d'une sonate de Haydn devant l'« Anacreontic Society (en) » avant 1791 et deux autres interprétation en 1806. Il est possible que la renommée de Jansen s'est développée principalement à partir d'exécutions données dans le cadre de résidences privées.
Le 16 mai 1795, Therese Jansen épouse Gaetano Bartolozzi (1757-1821), fils d'un artiste et graveur renommé, Francesco Bartolozzi. Un des témoins de la cérémonie est leur ami Haydn. Gaetano Bartolozzi est d'abord un marchand d'art qui se lance également dans la vente d'autres produits et son travail l'emmène souvent à Venise. Bartolozzi réussit dans son entreprise et achète une propriété à une cinquantaine de miles de Venise. Comme Therese, il est musicien et bon violoniste et altiste.
Après deux fausses couches, Therese donne naissance à une fille, Elizabetta Lucia, qui deviendra une célèbre actrice et directrice de théâtre, se produisant sous son nom de mariage Lucia Elizabeth Vestris, ou « Madame Vestris ». Therese et Gaetano ont une seconde fille, Joséphine.
En 1798, Bartolozzi met un terme à son entreprise d'art qu'il vend aux enchères chez Christie's et la famille part pour le continent : D'abord Paris, puis Vienne en Autriche et enfin Venise où ils réaniment sans doute leur connaissance avec Haydn. Ils font partie des premiers souscripteurs de la première édition de Die Schöpfung que Haydn publie lui-même en 1800. Arrivés à Venise, les Bartolozzi découvrent que leurs biens ont été pillés par les troupes françaises lors de la récente campagne d'Italie.
Dans la nécessité où ils se trouvent de se reconstituer financièrement, ils retournent à Londres où Bartolozzi commence à donner des cours de dessin (avant de mourir en 1821). Therese Bartolozzi s'était alors séparée de son mari, pourvoyant à ses besoins et à ceux de ses deux filles en donnant des leçons de piano.
Therese Jansen Bartolozzi meurt à Londres en 1843.

## Œuvres dédiées à Therese Jansen
- Muzio Clementi : 3 sonates pour piano opus 33 (1794) [12]
- J.L. Dussek :  
  - 3 sonates pour violon et piano op. 13 (1793)
  - Sonate pour piano op. 43 (1800)
- Joseph Haydn:  
  - 3 trios avec piano Hob. XV: 27–9
  - 3 sonates pour piano, Hob. XVI: 50, Hob. XVI: 51 et Hob. XVI:52
- Louis Jansen : Sonate pour piano op. 6 (1802)